# George Bradshaw
George Bradshaw, född den 29 juli 1801, död nära Kristiania den 6 september 1853, var en brittisk kartograf och boktryckare, de första engelska kommunikationstabellernas upphovsman.
Bradshaw utgav 1839 Bradshaw's railway time tables, vilken 1840 fick titeln Bradshaw's railvay companion och från 1841 i utvidgad form utkom under titeln Bradshaws monthly railway guide, vilken handbok så småningom vann världsrykte. 
År 1847 började han ge ut Bradshaw's Continental railway guide samt författade även dylika handböcker över större delen av Europa och Indien. 
Bradshaw tillhörde kväkarna och var en trogen medhjälpare till Cobden och Burrit i deras filantropiska och fredsvänliga agitation. På en resa i Norge angreps han av kolera och avled i sjukdomen.